# Denys Owsiannikow
Denys Anatolijowycz Owsiannikow, ukr. Денис Анатолійович Овсянніков (ur. 10 grudnia 1984) – ukraiński futsalista, grający na pozycji napastnika lub obrońcy, trener piłkarski.

## Kariera piłkarska
Wychowanek klubu Monolit Charków oraz Szkoły Sportowej Echo Charków. W 2001 rozpoczął karierę piłkarską w składzie Uniweru Charków. Po rozwiązaniu klubu zasilił w 2008 skład lwowskij Enerhii, skąd w 2009 został wypożyczony do lokalnego rywala - drużyny Tajm. Z Enerhiją trzykrotnie zdobył mistrzostwo Ukrainy w futsalu i czterokrotnie Puchar Ukrainy. W 2014 został zaproszony do klubu Jenakijeweć Jenakijewe, skąd wkrótce przeszedł do Łokomotywu Charków. W 2017 wyjechał do Rosji, gdzie występował w Progriessie Głazow. W 2018 przeniósł się do Rumunii, gdzie bronił barw klubów Informatica Timișoara i CFR Timișoara. We wrześniu 2019 wrócił do Ukrainy, gdzie został piłkarzem AFFK Sumy. Od 2020 występował w charkowskich klubach Viva Cup i MSK Charków, w którym wykonywał również funkcję trenera. W sierpniu 2023 został trenerem klubu Sucha Bałka Żółte Wody, w którym też wychodził na boisko jako zawodnik.

## Kariera trenerska
Latem 2022 rozpoczął karierę szkoleniowca w nowopowstałej drużynie MSK Charków. W sierpniu 2023 został mianowany na stanowisko głównego trenera klubu Sucha Bałka Żółte Wody, w którym pracował do 23 grudnia 2024.

## Sukcesy i odznaczenia

### Sukcesy piłkarskie
Enerhija Lwów
- mistrz Ukrainy: 2008/09, 2009/10, 2011/12, 2014/15
- zdobywca Pucharu Ukrainy: 2009/10, 2010/11, 2011/12, 2012/13, 2013/14, 2015/16
- zdobywca Superpucharu Ukrainy: 2009, 2014, 2015, 2016

Informatica Timișoara
- mistrz Rumunii: 2018/19
- zdobywca Pucharu Rumunii: 2018/19